# Struthiopteris heterophylla
Struthiopteris heterophylla là một loài dương xỉ trong họ Blechnaceae. Loài này được Opiz mô tả khoa học đầu tiên năm 1820.
Danh pháp khoa học của loài này chưa được làm sáng tỏ. 